# Jesús David Peña
Jesús David Peña Jiménez (Zipaquirá, Cundinamarca, 8 de mayo de 2000) es un ciclista profesional colombiano. Desde 2025 corre para el equipo portugués APHotels & Resorts-Tavira-SC Farense de categoría Continental.

## Palmarés
2019
- Vuelta de la Juventud de Colombia, más 1 etapa

2021
- Vuelta de la Juventud de Colombia, más 2 etapas

2023
- 1 etapa del Tour de Eslovenia

2025
- 1 etapa de la Vuelta al Alentejo
- 1 etapa del Trofeo Joaquim Agostinho

## Resultados en Grandes Vueltas y Campeonatos del Mundo
| Carrera         | Carrera         | 2019 | 2020 | 2021 | 2022 | 2023 | 2024 | 2025 |
| --------------- | --------------- | ---- | ---- | ---- | ---- | ---- | ---- | ---- |
|                 | Giro de Italia  | —    | —    | —    | —    | —    | —    | —    |
|                 | Tour de Francia | —    | —    | —    | —    | —    | —    | —    |
|                 | Vuelta a España | —    | —    | —    | —    | —    | —    | —    |
| Mundial en Ruta | Mundial en Ruta | —    | —    | —    | —    | Ab.  | —    | —    |

—: no participa

Ab.: abandono

## Equipos
- Coldeportes Bicicletas Strongman (2019)
- Colombia Tierra de Atletas-GW Bicicletas (2020-2021)
- Jayco[2] (2022-2024)
  - Team BikeExchange-Jayco (2022)
  - Team Jayco AlUla (2023-2024)
- APHotels & Resorts-Tavira-SC Farense (2025)[3]